# Bert Lahr
Bert Lahr (Nueva York; 13 de agosto de 1895-Ib.; 4 de diciembre de 1967) fue un actor cómico estadounidense ganador de un Premio Tony. Es sobre todo recordado por su papel del León Cobarde (y el granjero "Zeke") en la película de 1939 El mago de Oz, aunque a lo largo de su vida fue conocido por su trabajo en el vodevil, en el género burlesco y en el teatro de Broadway.

## Inicios
Tras dejar la escuela a los 15 años para unirse a un grupo juvenil de vodevil, Lahr se abrió camino en el Columbia Burlesque Circuit. En 1927 debutó en Broadway en Harry Delmar's Revels. Lahr representó números clásicos tales como "The Song of the Woodman" (el cual posteriormente repitió en la película Merry-Go-Round de 1938). Lahr tuvo su primer éxito importante en el musical Hold Everything (1928-29). Siguieron otros varios musicales, sobre todo "Flying High" (1930), Hot-Cha! (de Florenz Ziegfeld, en 1932) y The Show Is On (1936) en el cual trabajaba junto a Beatrice Lillie. En 1939, actuó junto a Ethel Merman en DuBarry Was a Lady.

## Carrera
Lahr debutó en el cine en 1931 con Flying High, representando el mismo papel que previamente había hecho en el teatro. Firmó con Educational Pictures, con sede en Nueva York, para hacer una serie de comedias cortas. Finalizada la serie, volvió a Hollywood para trabajar en largometrajes. Aparte de El mago de Oz (1939), su carrera cinematográfica fue limitada.
Posteriormente se dedicó al teatro serio. Coprotagonizó una versión muy elogiada de Esperando a Godot en 1956 en el Coconut Grove Playhouse de Miami, Florida, siendo su papel el de Estragon, frente a Tom Ewell en el papel de Vladimir. 
Entre otras papeles en Broadway, Lahr interpretó a la reina Victoria en un sketch del musical Two on the Aisle. También fue Moonface Martin en una versión televisiva de "Anything Goes" con Ethel Merman en el papel de Reno Sweeney y Frank Sinatra en el de Billy Crocker. A finales de los cincuenta, Lahr dio voz a un perro animado en "Old Whiff," un corto de dibujos animados producido por Mike Todd, en el cual se usaba el sistema olfatorio Smell-O-Vision, proceso desarrollado en la película de Todd Scent of Mystery (1960). En 1964 Lahr ganó el Premio Tony por su papel en el musical Foxy.

## Últimos años
Lahr apareció ocasionalmente en televisión, incluyendo la versión en directo del musical de Cole Porter "Let's Face It" (1954), producido por la NBC, y una aparición como invitado misterioso en "What's My Line?" También trabajó en anuncios comerciales, incluyendo una serie memorable para Frito-Lay.
En 1967, Lahr falleció de neumonía en Nueva York, durante el rodaje de The Night They Raided Minsky's, forzando a los productores a usar un doble en varias escenas. De manera adecuada, este último papel era cómico burlesco. Lahr está enterrado en el cementerio Union Field, en Ridgewood, Queens.
Su hijo, John Lahr, crítico de teatro del The New Yorker escribió una biografía de su padre titulada Notes on a Cowardly Lion (Apuntes sobre un león cobarde).

## Filmografía
- Flying High (Volando voy) (1931)
- Mr. Broadway (1933)
- Merry Go Round of 1938(1937)
- Love and Hisses (1937)
- Josette (1938)
- Just Around the Corner (1938)
- Zaza (1939)
- El mago de Oz (1939)
- Sing Your Worries Away (1942)
- Ship Ahoy (1942)
- Meet the People (1944)
- Always Leave Them Laughing (1949)
- Mr. Universe (1951)
- Rose-Marie (1954)
- The Second Greatest Sex (1955)
- The Night They Raided Minsky's (1968)
- Faint Heart (1929)
- Hizzoner (1933)
- Henry the Ache (1934)
- No More West (1934)
- Gold Bricks (1936)
- Boy, Oh Boy (1936)
- Whose Baby Are You? (1936)
- Off the Horses (1937)
- Montague the Magnificent (1937)

## Trabajo teatral
- Harry Delmar's Revels (28 de noviembre de 1927 – marzo de 1928)
- Hold Everything (10 de octubre de 1928 – 5 de octubre de 1929)
- Flying High (3 de marzo de 1930 – 3 de enero de 1931)
- George White's Music Hall Varieties (22 de noviembre – 31 de diciembre de 1932)
- Life Begins at 8:40 (27 de agosto de 1934 – 16 de marzo de 1935)
- George White's Scandals (25 de diciembre de 1935 – 28 de marzo de 1936)
- The Show Is On (25 de diciembre de 1936 – 17 de julio de 1937)
- DuBarry Was a Lady (6 de diciembre de 1939 – 12 de diciembre de 1940)
- Seven Lively Arts (7 de diciembre de 1944 – 12 de mayo de 1945)
- Burlesque (25 de diciembre de 1946 – 10 de enero de 1948)
- Two on the Aisle (19 de julio de 1951 – 15 de marzo de 1952)
- Esperando a Godot (18 de abril – 9 de junio de 1956)
- Hotel Paradiso (11 de abril – 13 de julio de 1957)
- The Girls Against the Boys (2 de noviembre – 14 de noviembre de 1959)
- The Beauty Part (26 de diciembre de 1962 – 9 de marzo de 1963)
- Foxy (16 de febrero – 18 de abril de 1964)